# Kevinho
Kevin Kawan de Azevedo (Campinas, 15 de setembro de 1998), mais conhecido pelo seu nome artístico Kevinho, é um cantor e compositor brasileiro de funk paulista.

## Carreira

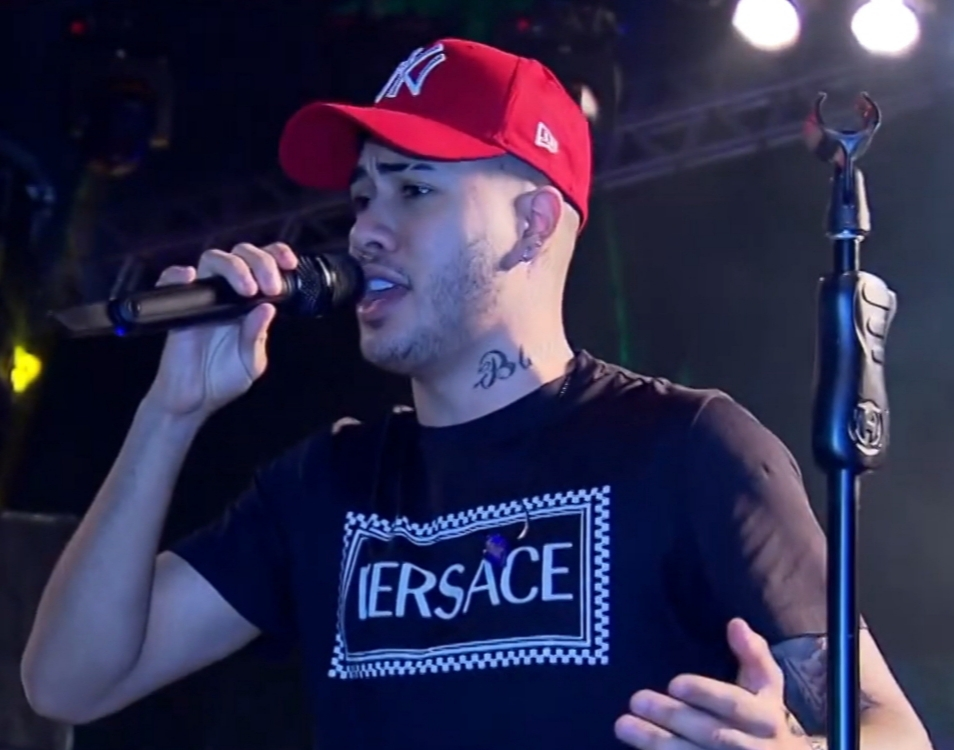
Kevinho em 2019

Kevinho iniciou sua carreira em 2012, divulgando suas músicas na internet, tendo destaque com a música "Tá Bombando É". No início, Kevinho era membro da KL Produtora e aparecia como participante convidado em vários clipes lançados de outros artistas da produtora. Em 2016, se tornou membro da produtora KondZilla Records e em maio lançou seu primeiro single de sucesso, "Elas Gostam", com a participação de MC Davi. Em setembro, lançou o single "Tumbalutum", canção que fez o artista ser convidado a participar de diversos programas televisivos. Em março de 2017, foi lançado o single "Turutum". Em dezembro foi lançado o single "Olha a Explosão". A música se tornou seu principal sucesso, se tornando um hit, estando bastante tempo entre as mais tocadas do país e do carnaval em 2017, fazendo o cantor se tornar conhecido nacionalmente. A canção também entrou nas paradas da América Latina, ganhando uma remix internacional em parceria com os rappers americanos French Montanna, Chainz e Nacho. A música também ganhou uma versão em forró com a participação do cantor Wesley Safadão.
Em março de 2017, lançou o single "O Grave Bater". Em junho, foi lançado o single "Tô Apaixonado Nessa Mina". Em julho, lançou o single "Encaixa" em parceria com o cantor Léo Santana. Em novembro, lançou com a participação da dupla sertaneja Matheus & Kauan o single "Deixa Ela Beijar". Em dezembro, foi lançado o single "Rabiola". Em janeiro de 2018, lançou o single "Ta Tum Tum" em parceria com a dupla sertaneja Simone & Simaria. Em maio, lançou o single "Papum", hit da Copa do Mundo. Em setembro, foi lançado o single "O Bebê" com a participação de MC Kekel. Em dezembro, assinou contrato com a gravadora Warner Music e lançou o single "Agora É Tudo Meu" em parceria com  Dennis DJ. Em março, lançou o single "Facilita". Em abril, foi lançado o single "Salvou Meu Dia" em parceria com o cantor Gusttavo Lima. Em junho, lançou o single "Uma Nora Pra Cada Dia". Tendo essas três últimas músicas lançadas emplacadas no Top 200 do Spotify. Em agosto, lançou o single "Credo que Delícia".

## Vida pessoal
É filho de Sueli Azevedo e Areovaldo Azevedo. No final de dezembro de 2017, assumiu namoro com a atriz e blogueira Flavia Pavanelli. O relacionamento chegou ao fim em julho de 2018, porém reataram após um mês separados. O casal terminou novamente no final de outubro de 2018. Em janeiro de 2020, assumiu namoro com a modelo Gabriela Versiani.

## Prêmios e indicações
| Ano  | Prêmio                                | Categoria                    | Indicação                                          | Resultado | Ref.   |
| ---- | ------------------------------------- | ---------------------------- | -------------------------------------------------- | --------- | ------ |
| 2017 | Prêmio Multishow de Música Brasileira | Melhor Clipe TVZ             | "Tô Apaixonado Nessa Mina"                         | Indicado  | [ 30 ] |
| 2018 | Prêmio Contigoǃ Online                | Melhor Cantor                | Kevinho                                            | Indicado  |        |
| 2018 | Prêmio Contigoǃ Online                | Melhor Música                | "Amor Falso" (com Wesley Safadão e Aldair Playboy) | Venceu    | [ 31 ] |
| 2018 | MTV Millennial Awards Brasil          | Artista Musical              | Kevinho                                            | Indicado  | [ 32 ] |
| 2018 | MTV Millennial Awards Brasil          | Hit do Ano                   | "Rabiola"                                          | Indicado  | [ 32 ] |
| 2018 | MTV Millennial Awards Brasil          | Ícone MIAW                   | Kevinho                                            | Indicado  | [ 32 ] |
| 2018 | MTV Millennial Awards Brasil          | Feat do Ano                  | "Ta Tum Tum" (com Simone & Simaria)                | Indicado  | [ 32 ] |
| 2018 | Prêmio Jovem Brasileiro               | Melhor Cantor (Voto Popular) | Kevinho                                            | Indicado  | [ 33 ] |
| 2018 | Prêmio Jovem Brasileiro               | Melhor Cantor (Voto Técnico) | Kevinho                                            | Venceu    | [ 33 ] |
| 2018 | Meus Prêmios Nick                     | Artista Musical Favorito     | Kevinho                                            | Indicado  | [ 34 ] |
| 2018 | Meus Prêmios Nick                     | Gato Trendy                  | Kevinho                                            | Indicado  | [ 34 ] |
| 2018 | Prêmio Multishow de Música Brasileira | Melhor Cantor                | Kevinho                                            | Indicado  | [ 35 ] |
| 2018 | Prêmio Multishow de Música Brasileira | Música Chiclete              | "Rabiola"                                          | Indicado  | [ 35 ] |
| 2018 | Prêmio Multishow de Música Brasileira | Melhor Clipe TVZ             | "Ta Tum Tum" (com Simone & Simaria)                | Indicado  | [ 35 ] |
| 2019 | MTV Millennial Awards Brasil          | Artista Musical              | Kevinho                                            | Indicado  | [ 36 ] |
| 2019 | MTV Millennial Awards Brasil          | Hit do Ano                   | "O Bebê" (com MC Kekel)                            | Indicado  | [ 36 ] |
| 2019 | MTV Millennial Awards Brasil          | Feat do Ano                  | "O Bebê" (com MC Kekel)                            | Indicado  | [ 36 ] |
| 2019 | Prêmio Jovem Brasileiro               | Melhor Cantor                | Kevinho                                            | Indicado  | [ 37 ] |
| 2019 | Prêmio Jovem Brasileiro               | Hit do Ano                   | "Agora É Tudo Meu" (com Dennis DJ)                 | Indicado  | [ 37 ] |
| 2019 | Prêmio Jovem Brasileiro               | Hit do Ano                   | "Terremoto" (com Anitta)                           | Indicado  | [ 37 ] |
| 2019 | Meus Prêmios Nick                     | Hit Nacional Favorito        | "Facilita"                                         | Venceu    | [ 38 ] |
| 2019 | Prêmio Multishow de Música Brasileira | Melhor Clipe TVZ             | "Terremoto" (com Anitta)                           | Venceu    | [ 39 ] |
| 2020 | Prêmio Jovem Brasileiro               | Melhor Cantor                | Kevinho                                            | Pendente  |        |